# Detroit Vs. Everybody
«Detroit Vs. Everybody» — третій сингл з Shady XV, подвійної компіляції лейблу Shady Records, що вийшла 24 листопада 2014 р.

## Відеокліп
Прем'єра кліпу відбулась 23 січня 2015 на VEVO-каналі Емінема. 6 лютого оприлюднили лірик-відео.

## Чартові позиції
| Чарт (2014)                                      | Найвища позиція |
| ------------------------------------------------ | --------------- |
| Австралія (ARIA)                                 | 28              |
| Канада (Canadian Hot 100)                        | 87              |
| США (Bubbling Under Hot 100 Singles) (Billboard) | 8               |
| США (Hot R&B/Hip-Hop Songs) (Billboard)          | 28              |
| США (Digital Songs) (Billboard)                  | 42              |